# Auraeus Solito
Auraeus Solito, noto anche con lo pseudonimo di Kanakan Balintagos (Manila, 1969), è un regista filippino.
Oltre ad essere uno dei principali registi filippini, è anche un grande sostenitore dei diritti delle popolazioni indigene, essendo lui stesso originario della tribù indigena di Palawan, nelle Filippine.

## Biografia

### Infanzia e formazione
Auraeus è stato il primo della sua tribù d'origine a nascere al di fuori della provincia di Palawan: infatti è nato e cresciuto a Manila, dove ha studiato teatro e recitazione, presso l'Università delle Filippine, dove ha conseguito la laurea a pieni voti, in soli due anni.

### Carriera
Nel 2005 ha girato il suo primo film in assoluto, The Blossoming of Maximo Oliveros, che è già stato presentato e premiato in 15 festival cinematografici in tutto il mondo, ed è diventato il primo film filippino a venir premiato a Cannes, Berlino e Torino. Il film parla della formazione e consapevolezza dell'orientamento sessuale di un dodicenne in una violenta baraccopoli di Manila.
Anche un altro suo film, Busong, è stato acclamato da critica e pubblico, e ha ricevuto il plauso della sezione Quinzaine des Réalisateurs al Festival di Cannes del 2011: è stato anche uno dei pochissimi film scelti dal National Geographic per essere proiettato come "film documentario".
Nel 2013 ha adottato come suo nome anche quello datogli dalla sua tribù, Kanakan Balintagos, dopo che suo zio, lo sciamano, l'aveva visto in sogno: questo nome viene da lui utilizzato, dal 2018, anche nella vita professionale.

## Filmografia

### Cinema
- The Blossoming of Maximo Oliveros (2005)
- Tuli (2006)
- Pisay (2007)
- Boy (2009)
- Busong (2011)
- Baybayin (2012)
- Esprit de Corps (2014)

### Documentari
- Basal Banar (2002)

### Cortometraggi
- 60 Seconds of Solitude in Year Zero (2011)